# Kauiza Venâncio
Kauiza Moreira Venâncio (Curitiba, 11 de junho de 1987) é uma atleta olímpica brasileira. Representou o Brasil nos Jogos Olímpicos de Verão de 2016 na prova de 200 metros e no revezamento 4x100 metros feminino. Nos 200 metros anotou a marca de 23,06 segundos, não avançando às semifinais. Como componente do revezamento brasileiro, Kauiza foi desqualificada nas eliminatórias do 4x100 metros, devido à interferência brasileira sobre o revezamento americano. Competiu também no Campeonato Ibero-americano de Atletismo de 2016, onde ela obteve o índice olímpico para competir nos 200 metros.